# Synagris fulva
Synagris fulva är en stekelart som beskrevs av Alexander Mocsáry 1903.
Synagris fulva ingår i släktet Synagris och familjen Eumenidae. Utöver nominatformen finns också underarten Synagris fulva trispinosa.